# アストリッド・リンドグレーン記念文学賞
アストリッド・リンドグレーン記念文学賞（アストリッド・リンドグレーンきねんぶんがくしょう 頭字語：ALMA（英語: The Astrid Lindgren Memorial Award、スウェーデン語: Litteraturpriset till Astrid Lindgrens minne）は、児童文学、青少年向けの文学作品に与えられる恒例の文学賞である。スウェーデンの児童文学作家アストリッド・リンドグレーンの没後まもない2002年、作家を記念して設けられたもので、スウェーデン政府が主催する。毎年、選考の末に5月に授賞式を行い、アストリッド・リンドグレーンを追悼する文学賞に関する条例（2002:1091）の規定に準拠し、年間総費用は少なくとも1200万スウェーデン・クローナ（2016年、2021）とされ、財源はスウェーデン国民の税金である。

## 受賞者
| 受賞年 | 受賞者名                                              | 国または地域          | 備考 |
| ------ | ----------------------------------------------------- | --------------------- | ---- |
| 2003年 | モーリス・センダック クリスティーネ・ネストリンガー   | アメリカ オーストリア |      |
| 2004年 | リジア・ボジュンガ・ヌーネス                          | ブラジル              |      |
| 2005年 | フィリップ・プルマン 荒井良二                         | イギリス 日本         |      |
| 2006年 | キャサリン・パターソン                                | アメリカ              |      |
| 2007年 | Banco del Libro （ベネズエラの児童文学団体）          | ベネズエラ            |      |
| 2008年 | ソーニャ・ハートネット                                | オーストラリア        |      |
| 2009年 | タマール・コミュニティ教育研究所 （パレスチナの団体） | パレスチナ            |      |
| 2010年 | キティ・クローザー                                    | ベルギー              |      |
| 2011年 | ショーン・タン                                        | オーストラリア        |      |
| 2012年 | フース・コイヤー                                      | オランダ              |      |
| 2013年 | イソール                                              | アルゼンチン          |      |
| 2014年 | バルブロ・リンドグレーン                              | スウェーデン          |      |
| 2015年 | PRAESA （南アフリカの団体）                           | 南アフリカ            |      |
| 2016年 | メグ・ローゾフ                                        | アメリカ              |      |
| 2017年 | ヴォルフ・エァルブルッフ                              | ドイツ                |      |
| 2018年 | ジャクリーン・ウッドソン                              | アメリカ              |      |
| 2019年 | バルト・ムイヤールト                                  | ベルギー              |      |
| 2020年 | ペク・ヒナ                                            | 韓国                  |      |
| 2021年 | ジャン・クロード・ムルルヴァ                          | フランス              |      |
| 2022年 | エヴァ・リンドストローム                              | スウェーデン          |      |
| 2023年 | ローリー・ハルツ・アンダーソン                        | アメリカ              |      |
| 2024年 | 先住民識字財団 （オーストラリアの団体）               | オーストラリア        |      |